# W (Fernsehserie)
W (Hangul: 더블유; RR: Deobeuryu) ist eine südkoreanische Fernsehserie aus dem Jahr 2016, mit Lee Jong-suk und Han Hyo-joo als Hauptdarstellern. Sie wurde vom 08. Juli bis zum 14. September 2016 mittwochs und donnerstags um 22:00 Uhr auf MBC ausgestrahlt.
Die Serie wurde für ihre einzigartige Idee gelobt und erreichte in ihrer ersten Woche den ersten Platz im Content Power Index. Sie erreichte bescheidene Einschaltquoten von 11,63 % und übertraf die Zuschauerzahlen in ihrem Zeitfenster für ihre gesamte Laufzeit.

## Zusammenfassung
Kim Eui-sung, der Vater von Oh Yeon-joo (Han Hyo-joo), verschwand auf mysteriöse Weise, während er das letzte Kapitel seines Webtoons W schrieb. Yeon-joo ging in sein Büro und war schockiert, als sie eine Szene der sterbenden Kang Chul (Lee Jong-suk), der Hauptfigur von W, auf dem Computer ihres Vaters sah. Während sie eine Notiz las, die ihr Vater hinterlassen hatte, zog sie eine Hand vom Monitor und befand sich auf dem Dach eines Gebäudes neben einem blutenden Mann. Sie schaffte es, ihn zu retten und erkannte, dass die Person, die sie gerettet hatte, Kang Chul war. Yeon-joo entdeckte später, dass sie den Webtoon nur aufgrund von Kang Chuls sich verändernden Gefühlen verlassen konnte. Wenn dies geschieht, werden die Worte "Fortsetzung folgt" erscheinen, und sie wird zurück in die reale Welt versetzt.

## Rollen

### Hauptfiguren
- Lee Jong-suk als Kang Chul

Kang Chul ist die Hauptfigur der beliebten Comic-Serie "W". Kang Chul ist ruhig, entspannt und fleißig. Er ist Co-Präsident von Junior Global. Er ist Inhaber des Senderkanals W. Außerdem ist er auch Olympia-Goldmedaillengewinner im Schießen in der Comic-Serie. Seine Familie starb wegen eines unbekannten Killers, doch Kang Chul wurde aufgrund seiner Schießsportkarriere sofort für den Mörder gehalten. Nachdem er sich als unschuldig erwiesen hatte, versuchte er, den Mörder zu finden und Rache zu nehmen. Er wurde später auf dem Dach des Hotels erstochen. Dort traf er die mysteriöse Oh Yeon-joo.
- Han Hyo-joo als Oh Yeon-joo
  - Hyun Seung-min als jugendliche Yeon-joo
  - Park Min-ha spielt Yeon-joo als Kind

Oh Yeon-joo ist die Tochter des Comiczeichners, der die berühmte Webtoon-Serie "W" schreibt. Sie arbeitete schon seit 2 Jahren als Arzthelferin in der Thoraxchirurgie des Myung Se Hospitals.  Als sie die Nachricht erhielt, dass ihr Vater einige Tage abwesend wäre, ging sie zu seinem Haus, um nachzuforschen. Dort wurde sie in den Webtoon gezogen.

### Nebenrollen

#### Im Umfeld von Kang Chul
- Jung Yoo-jin als Yoon So-hee

Yoon So-hee ist Kang Chuls Personal-Assistentin und seine engste Freundin. Ihre romantischen Gefühle für Kang Chul werden durch ihre Handlungen und ihr Verhalten in der ganzen Serie angedeutet.
- Lee Tae-hwan als Seo Do-yoon

Seo Do-yoon ist Kang Chuls Leibwächter und sein engster Freund. Er ist ein Kampfkunstlehrer. Er ist Kang Chul gegenüber loyal und verdient dafür sein Vertrauen.
- Cha Kwang-soo als Son Hyun-seok

Son Hyun-seok ist der Leiter eines auf strafrechtliche Ermittlungen spezialisierten Programmes und der Generaldirektor des Fernsehsenders W.
- Kim Eui-sung als Han Sang-hoon

Han Sang-hoon ist ein Verbrecher, der Kang Chuls Familie tötete.

#### Im Umfeld von Oh Yeon-joo
- Kim Eui-sung als Oh Sung-moo

Oh Sung-moo ist der Vater von Yeon-joo und ein berühmter Künstler, der den Webtoon "W" erschaffen hatte. Als gescheiterter und geschiedene Webtoon-Künstler wird er bekannt durch "W". Jedoch beginnt er langsam zu realisieren, dass sein Webtoon ein Eigenleben gewonnen hat und die Charaktere und alle Set-Ups in einer anderen Dimension zum Leben erwacht sind. Als er das merkt, bemerkt er auch, dass seine Zeichnungen von den Charakteren abgelehnt werden und sich manchmal von selbst ändern. Infolgedessen beschließt er, Kang Chuls Leben zu beenden, indem er ihn im Wasser ertrinken lässt, wogegen Kang Chul im Webtoon Widerstand leistet.
- Lee Si-eon als Park Soo-bong

Park Soo-bong ist einer von Sung-moos Schülern und seine rechte Hand. Er ist der Vertraute von Yeon-joo. Anfangs glaubte er den Theorien von Yeon-joo nicht, akzeptierte aber später alles. Er ist der einzige außer dem Vater-Tochter-Duo in der realen Welt, der sich der beiden Welten bewusst ist. Er äußerte sich meist am Anfang jeder Episode, um das Publikum über den unsagbaren Teil des Webbunons zu informieren, den die Leser in der realen Welt ebenfalls nicht kennen.
- Nam Gi-ae als Gil Soo-Sun

Gil Soo-Sun ist Mutter von Yeon-joo und auch Besitzerin eines Massagesalons.
- Heo Jung-do als Park Min-soo

Park Min-soo ist ein leidenschaftlicher Fan von "W".
- Kang Ki-jung als Kang Suk-bum

Kang Suk-bum ist im zweiten Jahr im Myung Se Hospital und wohn bei Yeon-joos Freund und Mitbewohner.
- Lee Se-rang als Gil Soo-jung

Gil Soo-jung ist Yeon-joos Tante.
- Ryu Hye-rin als Sun-mi

Sun-mi ist Sung-Moo's Schüler.
- Yang Hye-ji als Yoon-hee

Yoon-hee ist Sung-Moos Schüler.

### Andere
- Kim Ik-tae als medizinisches Personal
- Noh Haeng-ha als Kim Yoo-ri
- Krankenschwester des Krankenhauses Myung Se.
- Ri Min als Teamleiter Park
- Seo Gwang-jae
- Yang Seung-geol
- Seol Ji-yoon
- Park Geon-ryool
- Lee Yoon-sang
- Yeo Woon-bok
- Kang Chan-Yang
- Park Sung-Taek
- Dong Yoon-seok
- Hwang Yoon-geol
- Kim Kwang-hyun
- Min Joon-ho
- Yoo Pil-ran
- Park Seon-woong
- Jang Mond-Seok
- Cheon Ye-won
- Park Geon-Rak
- Jo Sung-hee

### Besondere Gäste
- Park Choong-seon als Vater von Kang Chul (Folge 1)
- Kim Na-woon als Kang Chuls Mutter (Folge 1)
- Seo Shin-ae als jüngere Schwester von Kang Chul (Folge 1)
- Choi Min-young als jüngerer Bruder von Kang Chul (Folge 1)
- Hwang Seok-jeong als Webtoon-Autor (Episode 6)
- Ahn Se-ha als Kim Poong-ho, Yeon-joos Blind Date (Episode 6)
- Kim Jung-geun als Anchorman (Episoden 1, 4)

## Produktion
Regie führte Jung Dae-yoon, der She Was Pretty und Song Jae-jung geschrieben hatte. Zu seinen vorherigen Arbeiten gehören auch: Neun Zeitreisen und Königin In-Hyun Man. Das Drama ist Han Hyo-jooss kleines Bildschirmcomeback nach sechs Jahren.

## Original Soundtrack
Der Soundtrack entstammt den Genres Pop und K-Pop. Er wurde am 14. September 2016 digital und am 30. September 2016 auf zwei CDs veröffentlicht.
| Nr. | Titelt                                        | Übersetztes Titel                             | SängerIn                       |
| --- | --------------------------------------------- | --------------------------------------------- | ------------------------------ |
| 1   | Where Are U                                   | Wo bist du                                    | Jung Joon-young                |
| 2   | Please Say Something, Even Though It Is a Lie | Bitte etwas sagen, auch wenn es eine Lüge ist | Park Bo-ram                    |
| 3   | In the Illusion                               | in der Illusion                               | Basick & Inkii (ko)            |
| 4   | Remember                                      | erinnere dich                                 | KCM                            |
| 5   | Falling                                       | Fallen                                        | Jo Hyun-ah (Urban Zakapa)      |
| 6   | My Heart                                      | mein Herz                                     | Jeon Woo-sung (Noel)           |
| 7   | You And I                                     | du und ich                                    | Ahn Hyun-jeong                 |
| 8   | Draw a Love                                   | zeichne Liebe                                 | Navi (ko)                      |
| 9   | Without You                                   | ohne dich                                     | N (VIXX) & Yeoeun (Melody Day) |

## Episodenliste
| Episode Nr. | Datum des Erscheinens |
| ----------- | --------------------- |
| 1           | 20. Juli 2016         |
| 2           | 21. Juli 2016         |
| 3           | 27. Juli 2016         |
| 4           | 28. Juli 2016         |
| 5           | 3. August 2016        |
| 6           | 4. August 2016        |
| 7           | 10. August 2016       |
| 8           | 17. August 2016       |
| 9           | 18. August 2016       |
| 10          | 24. August 2016       |
| 11          | 25. August 2016       |
| 12          | 31. August 2016       |
| 13          | 1. September 2016     |
| 14          | 7. September 2016     |
| 15          | 8. September 2016     |
| 16          | 14. September 2016    |

- Episode 8 wurde am Donnerstag, dem 11. August, wegen der Ausstrahlung der Olympischen Sommerspiele 2016 in Rio de Janeiro, Brasilien, nicht ausgestrahlt. Diese Episode wurde am Mittwoch, 17. August 2016 ausgestrahlt.[11]

## Auszeichnungen und Nominierungen
| Jahr | Auszeichnung                                        | Kategorie                                                 | Empfänger                    | Ergebnis  |
| ---- | --------------------------------------------------- | --------------------------------------------------------- | ---------------------------- | --------- |
| 2016 | 5th APAN Star Awards                                | Top Excellence Award, Schauspieler in einer Miniserie     | Lee Jong-suk                 | Nominiert |
| 2016 | 5th APAN Star Awards                                | Top Excellence Award, Schauspielerin in einer Miniserie   | Han Hyo-joo                  | Gewonnen  |
| 2016 | 5th APAN Star Awards                                | Bester Nebendarsteller                                    | Kim Eui-sung                 | Gewonnen  |
| 2016 | 5th APAN Star Awards                                | Beste Paar-Auszeichnung                                   | Lee Jong-suk and Han Hyo-joo | Nominiert |
| 2016 | 1. Asian Artist Awards                              | Bester Künstlerpreis, Schauspieler                        | Lee Jong-suk                 | Nominiert |
| 2016 | 1. Asian Artist Awards                              | Bester Künstlerpreis, Schauspielerin                      | Han Hyo-joo                  | Nominiert |
| 2016 | MBC Drama Awards                                    | Drama des Jahres                                          | W                            | Gewonnen  |
| 2016 | MBC Drama Awards                                    | Großer Preis / Daesang (Entschlossen durch Fanstimmen)    | Lee Jong-suk                 | Gewonnen  |
| 2016 | MBC Drama Awards                                    | Großer Preis / Daesang (Entschlossen durch Fanstimmen)    | Han Hyo-joo                  | Nominiert |
| 2016 | MBC Drama Awards                                    | Top Excellence Award, Schauspieler in einer Miniserie     | Lee Jong-suk                 | Gewonnen  |
| 2016 | MBC Drama Awards                                    | Top Excellence Award, Schauspielerin in einer Miniserie   | Han Hyo-joo                  | Gewonnen  |
| 2016 | MBC Drama Awards                                    | Goldener Schauspielpreis, Schauspieler in einer Miniserie | Kim Eui-sung                 | Gewonnen  |
| 2016 | MBC Drama Awards                                    | Schriftsteller des Jahres                                 | Song Jae-jung (ko)           | Gewonnen  |
| 2016 | MBC Drama Awards                                    | Bester neuer Schauspieler                                 | Lee Si-eon                   | Nominiert |
| 2016 | MBC Drama Awards                                    | Bester neuer Schauspieler                                 | Lee Tae-hwan                 | Nominiert |
| 2016 | MBC Drama Awards                                    | Beste neue Schauspielerin                                 | Jung Yoo-jin                 | Nominiert |
| 2016 | MBC Drama Awards                                    | Beste Paar-Auszeichnung                                   | Lee Jong-suk and Han Hyo-joo | Gewonnen  |
| 2016 | MBC Drama Awards                                    | Beste Paar-Auszeichnung                                   | Kim Eui-sung and Lee Si-eon  | Nominiert |
| 2017 | Korea Communications Commission Broadcasting Awards | Korean Wave Program Excellence Preis                      | W                            | Gewonnen  |
| 2017 | 50. WorldFest Houston International Film Festival   | Sonderpreis der Jury                                      | W                            | Gewonnen  |
| 2017 | 53. Baeksang Arts Awards                            | Bestes Drama                                              | W                            | Nominiert |
| 2017 | 53. Baeksang Arts Awards                            | Beste Regie                                               | Jung Dae-yoon                | Nominiert |
| 2017 | 53. Baeksang Arts Awards                            | Bestes Drehbuch                                           | Song Jae-jung                | Nominiert |
| 2017 | Seoul International Drama Award                     | Herausragendes koreanisches Drama                         | W                            | Gewonnen  |

## Internationale Ausstrahlung
In Singapur, Malaysia, Indonesien und Hongkong lässt sich das Drama auf Viu mit Untertiteln streamen und wurde auch auf Oh! K mit Untertiteln unter dem Titel W-Two Worlds innerhalb von 24 Stunden nach der ursprünglichen südkoreanischen Sendung ausgestrahlt.
In Thailand wurde es ab dem 14. November 2016 auf True4U ausgestrahlt.
Auf den Philippinen wurde es 2017 als Teil von The First und True Home von Asianovelas auf ABS-CBN ausgestrahlt.